# Josef Martinelli
Josef „Jupp“ Martinelli (* 19. März 1936 in Bardenberg) ist ein ehemaliger deutscher Fußballspieler, der von 1954 bis 1970 bei Alemannia Aachen in der Oberliga West, Regionalliga West und der Bundesliga aktiv war. Seit 2014 ist er bei der Alemannia Ehrenmitglied.

## Spielerlaufbahn

### Oberliga West, 1954–1963
Mit 18 Jahren debütierte der aus der eigenen Jugend stammende „Jupp“ Martinelli bei Alemannia Aachen in der Oberliga West. Seinen Einstand hatte er beim Startspiel der Saison 1954/55 am 22. August 1954 im Heimspiel gegen den FC Schalke 04 beim 4:3-Sieg, wo ihm in der 48. Spielminute der Ausgleich zum 2:2 gelang. In der ersten Saison 1954/55 kam er auf 21 Spiele und 11 Tore. Bis 1963 entwickelte er sich zum Allrounder in der „Tivoli“-Elf. Von rechter Verteidiger, rechter Läufer, Mittelläufer, Rechtsaußen, Halbrechts und Mittelstürmer durchlief er je nach Bedarf für die Mannschaft fast alle Positionen mit Erfolg. Persönlich favorisierte er in den Anfangsjahren den Mittelstürmerposten. In den Runden 1954/55, 1956/57 und 1957/58 war er auch der erfolgreichste Angreifer der Alemannia. Von 1954 bis 1963 bestritt er 255 Oberliga-Spiele mit 72 Toren für den Verein aus der Kaiserstadt. Zu einer großen Enttäuschung für Martinelli, seinen Verein und die Anhänger wurde 1963 die Nichtberücksichtigung für die neue Bundesliga. Martinelli hatte in allen 30 Spielen der Runde 1962/63 mitgewirkt und als stetig antreibender rechter Läufer zum fünften Platz, punktgleich mit Münster, beigetragen. Die Läuferreihe der Schwarz-Gelben im damaligen WM-System mit Martinelli, Branko Zebec und Christian Breuer war der herausragende Faktor der Meistermannschaft.

### Regionalliga West, 1963–1967
Für Martinelli und Aachen galt in der Regionalliga West nur die Devise „sofortiger Aufstieg in die Bundesliga“. Nach dem überlegen herausgespielten Meistertitel 1964 war durch das Scheitern gegen Hannover 96 in der Aufstiegsrunde dann aber ein weiterer Tiefschlag zu verkraften.
Nach der Vizemeisterschaft 1965 hinter Borussia Mönchengladbach scheiterte man aber erneut in der Aufstiegsrunde. Dadurch blieb auch der Einzug über VfL Osnabrück, RW Oberhausen, Hannover 96 und Schalke 04 im DFB-Pokal bis in das Finale am 22. Mai in Hannover nicht positiv im Gedächtnis haften. Gegen Borussia Dortmund verlor die Truppe um Martinelli mit 0:2 Toren. Im Jahre der Fußball-Weltmeisterschaft 1966 in England reichte es in der Regionalliga nur zum dritten Rang und man war dadurch völlig vom Aufstieg entfernt. Im vierten Jahr Regionalliga, 1966/67, wurde wieder der Meistertitel und auch in der Aufstiegsrunde gegen Offenbach, 1. FC Saarbrücken, Göttingen 05 und Tennis Borussia Berlin der Einzug in die Bundesliga gefeiert. Der Spielführer „Jupp“ Martinelli hatte von 1963 bis 1967 für die „Schwarz-Gelben“ 130 Spiele mit 57 Toren in der Regionalliga West absolviert.

### Bundesliga, 1967–1970
Martinelli war auch in der Bundesliga der beste defensive Mittelfeldspieler von Alemannia Aachen. Er bestritt in den drei Jahren der Bundesligazugehörigkeit der Aachener 84 Bundesliga-Spiele und erzielte dabei fünf Tore; darunter auch die ersten beiden in der Vereinsgeschichte beim 2:1-Sieg im Heimspiel gegen den Karlsruher SC. Im ersten Jahr Bundesliga 1967/68 fehlte er nur in einem Spiel. Aachen belegte als Aufsteiger den 11. Tabellenrang. Vor der Runde 1968/69 führte Alemannia im Juni/Juli 1968 eine vierwöchige Südamerikareise nach Brasilien, Chile, Kolumbien, Paraguay und Uruguay durch. Der Start mit 8:2 Punkten nach den ersten fünf Spielen sprach nicht gegen die anstrengende Reise, der Endstand in der Tabelle gleich gar nicht. Am 27. Juli 1968, beim Einstandsspiel am Tivoli gegen Arsenal London, wurde der Mannschaftskapitän Jupp Martinelli vom Präsidenten Leo Führen mit Blumen anlässlich seines 700. Spiels in der „Ersten“ geehrt. 1969 wurde das Team um Martinelli Deutscher Vize-Meister hinter dem FC Bayern München. Dank einem 1:0-Auswärtserfolg bei Hertha BSC und einer gleichzeitigen Niederlage von Borussia Mönchengladbach beim Werder Bremen am letzten Spieltag der Saison konnte Alemannia die Gladbacher noch überflügeln. Josef „Jupp“ Martinelli beendete seine Spieler-Karriere bei der Alemannia 1970 mit 34 Jahren, nach dem Abstieg seiner Mannschaft aus der Fußball-Bundesliga. In der Saison 1970/71 hängte er noch eine Runde bei Roda Kerkrade an, ehe er nach Aachen zurückkehrte und bei Westwacht Aachen als Amateurfußballer noch mehrere Jahre aktiv war.

## Aussagen zu „Jupp“ Martinelli
- Jürgen Linden, ehemaliger Oberbürgermeister der Stadt Aachen:

„Unvergessen blieben mir natürlich die Allroundkünste Jupp Martinellis, ein Haudegen, ein unnachahmliches Vorbild im kämpferischen Einsatz, ein Mittelstürmer wie Mittelläufer, Goalgetter wie Defensivkünstler, Teil der legendären Mittelfeldreihe Martinelli, Zebec, Breuer, ein Meister des Fair Play – und schließlich für alle auch schlicht ‚dr Jupp’. Damals – in seiner aktiven Zeit – habe ich ihn nur bewundert. Heute (1996) bin ich dankbar für das ‚Du’, das er mir vor vielen Jahren angeboten hat.“
- Michael Pfeiffer, Mitspieler und Trainer:

„1949 kam ich als Spieler nach Aachen zur Alemannia und spielte ab 1954 mit Jupp Martinelli, der aus der eigenen Jugend kam, in der 1. Mannschaft. Er spielte Mittelstürmer, bekam Vorlagen, wurde freigespielt, machte Tore und war dadurch gleich aufgenommen. Der Jupp war unheimlich ehrgeizig, was man als Fußballer auch sein muß, auch wenn er es manchmal etwas übertrieben hat, wovon die anderen ein Liedchen singen können. Er liebte den Fußball, genau wie ich, und wenn wir auf den Platz gingen und der Schiedsrichter pfiff, dann hat die ganze Mannschaft gekämpft bis zum Schluss. 1967 kehrte ich als Trainer zur Alemannia zurück und Jupp Martinelli war mein verlängerter Arm auf dem Spielfeld. Er war der Kapitän und Kopf der Mannschaft, konnte die anderen mitreißen und die haben auf ihn gehört. Jeder Spieler, der nach Aachen kam, kannte ihn, und wenn er mitspielen wollte, musste er versuchen, mit ihm gut Freund zu sein. Das war aber nicht so einfach, denn der Jupp konnte ziemlich unangenehm werden, aber immer im Interesse der Mannschaft und des Vereins.“
- Herbert Gronen, Mitspieler

„Als ich 1963 von Borussia Brand zum Tivoli kam, da waren Jupp Martinelli, Herbert Krisp oder Branko Zebec Spielerpersönlichkeiten, ja Idole, die man respektvoll siezte. Man nahm Tipps und Hinweise der Älteren im Training dankbar an, und erst als es hieß ‚ich bin der Jupp’ fühlte man sich richtig dazugehörig.“

## Beruf
Nach dem Abitur am Kaiser-Karls-Gymnasium 1956 durchlief er die Inspektorenlaufbahn bei der Stadt Aachen und stieg später zum Amtsleiter auf. Bei den Amateuren von Westwacht Aachen ließ er seine Karriere langsam ausklingen.
Nachdem er den Trainerschein erworben hatte, betreute Martinelli zeitweilig die A-Junioren von Alemannia Aachen und für ein Spiel im Jahr 1981 interimsweise auch die Profis.

## Weblink
- Spielerarchiv von Alemannia Aachen